# Chaos (jeu vidéo)
Pour les articles homonymes, voir Chaos.
Chaos est un jeu vidéo développé par Julian Gollop et édité par Games Workshop. Il s'agit d'un tactique au tour par tour sorti sur ZX Spectrum en 1984.
Le jeu a fait l'objet d'un remake en 2015 sous le titre Chaos Reborn.

## Système de jeu
Chaos est un jeu de tactique au tour par tour, faisant s'affronter des sorciers. Leur nombre peut aller de deux à huit, contrôlés par l'ordinateur ou par des joueurs. Le but du jeu est de vaincre les autres sorciers et d'être ainsi le dernier survivant. À chaque tour de jeu, chaque joueur lance un sort, déplace son sorcier et les créatures qu'il a fait apparaître.

## Développement
Chaos est à l'origine un jeu de cartes imaginé par Julian Gollop, lui-même inspiré du jeu de société Warlock de Games Workshop.

## Accueil
| Publication          | Note     |
| -------------------- | -------- |
| RU Your Spectrum     | 4 sur 5  |
| RU Computer Gamer    | 3 sur 5  |
| RU Sinclair User     | 4 sur 5  |
| RU Crash             | 8 sur 10 |
| RU Sinclair Programs | 85 %     |

## Héritage
Le jeu connaît une suite publiée en 1990, intitulée Lords of Chaos.